# جورج إف. كيني
جورج إف. كيني (بالإنجليزية: George F. Keane)‏ هو مصرفي الاستثمار ‏ أمريكي، ولد في 1929.